# Estádio Governador Augusto Franco
Estádio Governador Augusto Franco – stadion piłkarski, w Estância, Sergipe, Brazylia, na którym swoje mecze rozgrywa klub Estanciano Esporte Clube.